# 梅雷山
46°40′30″N 7°22′33″E / 46.674906°N 7.375972°E

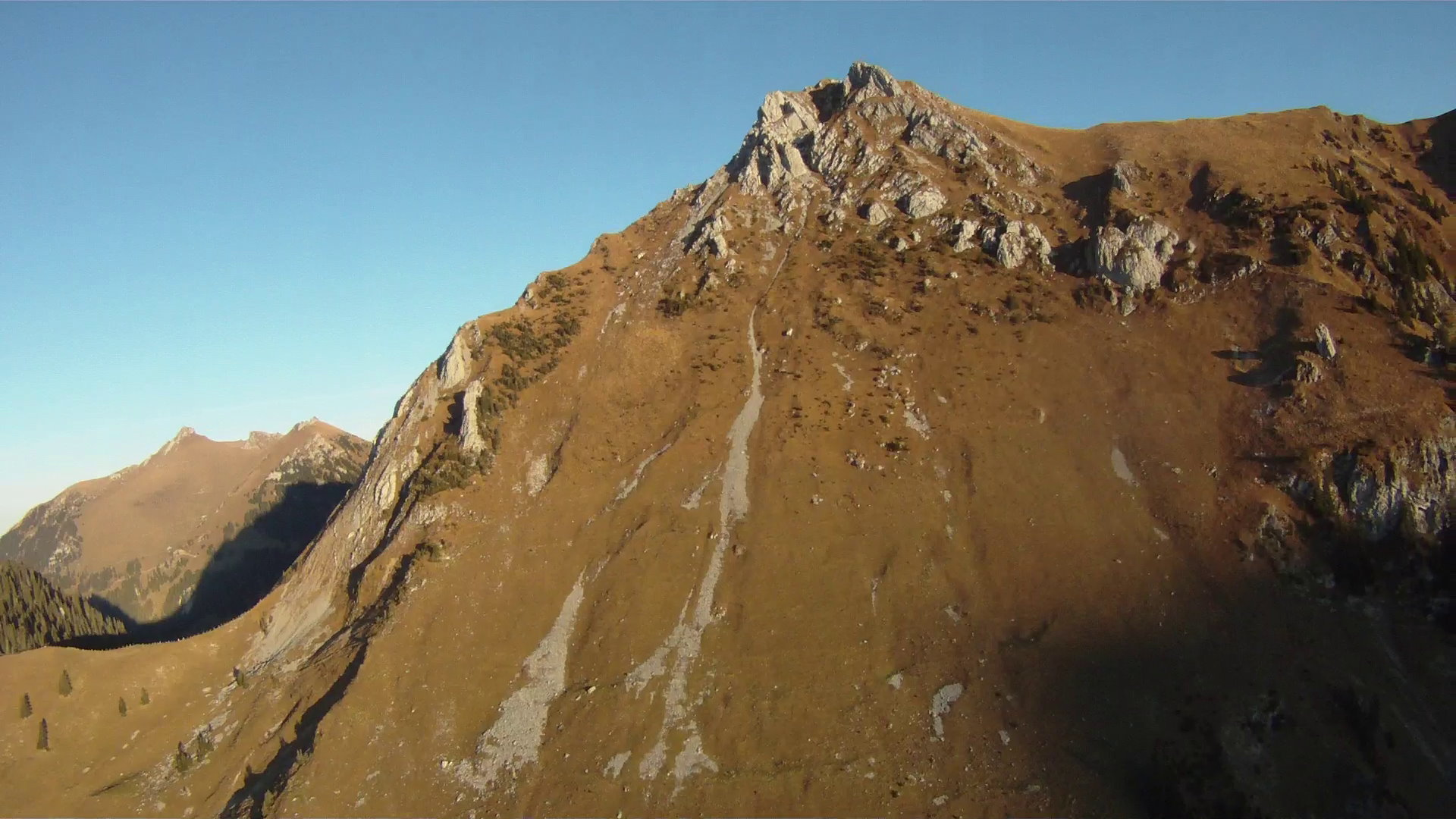

梅雷山（Märe），是瑞士的山峰，位於該國中部，處於伯恩州和弗里堡州接壤的邊界，屬於伯爾尼山的一部分，海拔高度2,087米，每年平均降雨量1,471毫米。